# Bạch Hạ
Bạch Hạ là một xã thuộc huyện Phú Xuyên, thành phố Hà Nội, Việt Nam.
Xã Bạch Hạ có diện tích 5,81 km², dân số năm 1999 là 7.206 người, mật độ dân số đạt 1.240 người/km².